# Cimitero dell'Est
Il cimitero dell'Est (in francese: cimetière de l'Est), è il più grande cimitero di Metz, in Francia. Costruito a partire dal 1829, si trova nel quartiere di  Plantières Queuleu, al confine con quello di Borny.
L'intero complesso, soprattutto nella sua sezione più antica risalente al XIX secolo, ospita tombe monumentali che spiccano per la loro diversità stilistica: sono infatti presenti monumenti funebri e cappelle in stile neoegizio, neogreco, romano, neoromanico e neogotico. Questa ricchezza e diversità di stili ha reso il cimitero dell'Est un bene di interesse storico-artistico, al punto che dal 2003 la parte antica del cimitero è classificata dal Ministero della cultura francese come monumento storico.

## Storia
Sin dall'inizio del XVIII secolo in molti a Metz si erano resi conto che la presenza di cimiteri intra muros (spesso adiacenti alle chiese) era deleteria per la salute dei cittadini. Soprattutto nel quartiere di Pontiffroy, situato sulla riva della Mosella, il problema raggiunse il culmine all'inizio del XIX secolo: qui infatti le limitate dimensioni del cimitero rendevano necessari continui spurghi, che causavano l'emanazione di odori nauseabondi e vapori insalubri che si propagavano nelle abitazioni circostanti provocando frequenti epidemie.
Fu proprio lo scoppio di un'epidemia di colera nel 1832 a costringere la municipalità di Metz a trovare in fretta una soluzione: già 3 anni prima, nel 1829, nel tentativo di risolvere la situazione, l'Ispettore alla viabilità di Metz, Silly, aveva comprato un terreno di 2 ettari situato fuori dalle mura della città, e lo aveva offerto gratuitamente al comune in cambio della possibilità di essere lui stesso, e non la città, a vendere gli spazi per le sepolture. Ciò però era in contrasto con la legge, dal momento che avrebbe permesso ad un privato di guadagnare sfruttando un bene che a quel punto sarebbe stato pubblico, e per questa ragione l'offerta di Silly fu rifiutata. Tuttavia nel 1832, pressato dall'epidemia, il comune decise di accordarsi con Silly, il quale però, avendo già sistemato adeguatamente il terreno per farne un cimitero privato, rifiutò di donarlo chiedendo invece di essere pagato per la vendita. Spinto dalla necessità di agire immediatamente, il comune accettò quindi di comprarlo pagando il prezzo richiesto da Silly.
Il cimitero aprì i battenti nel 1834. All'epoca era presente un solo ingresso, corrispondente all'attuale rue du roi Albert. Da lì si giungeva ad una rotonda da cui si accedeva alle varie sezioni del cimitero. In un primo momento questo fu concepito soltanto per i cattolici, e solo nel 1864 fu creata una sezione da destinare ai protestanti, i quali fino ad allora non avevano avuto a Metz un luogo in cui seppellire i propri cari. A questa sezione si accedeva da un'altra strada, oggi nota come avenue de Strasbourg.
Inizialmente compreso in uno spazio di 2 ettari, nel corso degli anni il cimitero fu ampliato fino a raggiungere gli odierni 17,5 ettari.

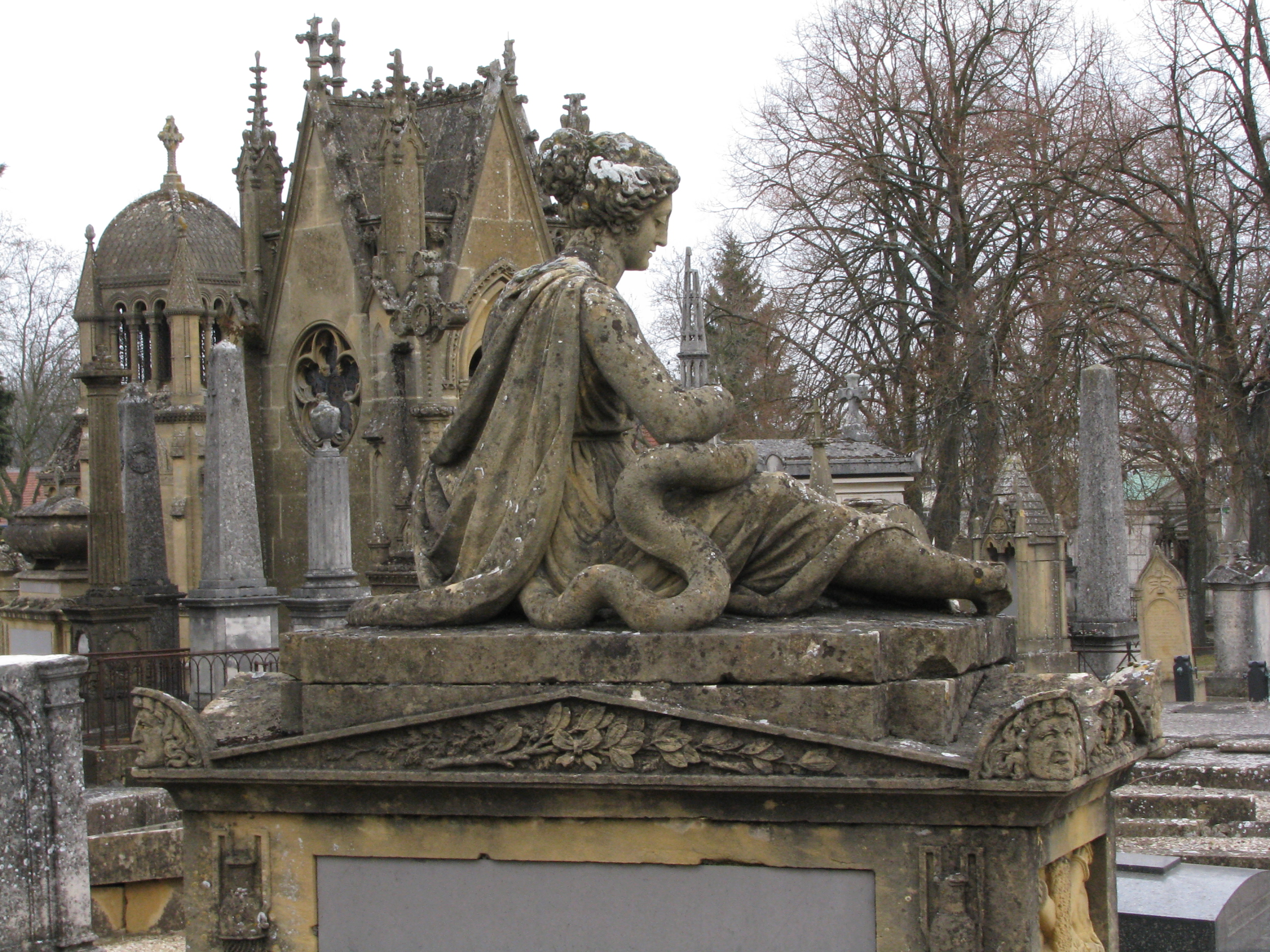
Scultura tombale del cimitero.

Fin da subito, i notabili di Metz si impegnarono affinché le tombe dei loro cari fossero riccamente decorate, non accontentandosi di creare delle semplici lapidi, ma preferendo realizzare veri e propri monumenti funebri, con i quali testimoniare il proprio status (e quello del defunto). Fu così che furono erette cappelle e piccoli templi che si rifacevano a vari stili artistici (neoegizio, neogreco, romano, neoromanico, neogotico), perlopiù costruiti in pietra di Jaumont (una pietra calcarea tipica della zona di Metz) e decorati con ampie vetrate colorate. Le tombe e i viali del cimitero furono inoltre arricchiti con sculture raffiguranti donne in lutto, divinità ed altre figure allegoriche legate al tema della morte.
Questa tendenza alla creazione di tombe monumentali, ampiamente diffusa nel XIX secolo, venne meno nel XX secolo: le sezioni più moderne del cimitero infatti si caratterizzano per la presenza di tombe più semplici, spesso consistenti in semplici lapidi. Tra di queste, molte ospitarono a partire dagli anni '50 i resti di soldati canadesi e dei loro familiari, dal momento che proprio a Metz aveva sede la 1ª Divisione aerea del Canada. Molte di queste tombe col tempo sparirono, e nel 2003, a seguito di un accordo tra il governo canadese e la città di Metz, nel cimitero dell'Est fu eretto un monumento commemorativo in loro ricordo.

## Sepolture illustri
Di seguito una lista delle personalità più importanti sepolte nel cimitero dell'Est di Metz:
- Paul-Joseph Ardant (1800-1858), generale francese;
- Paul Théodore Auguste Bezanson (1804-1882), sindaco di Metz;
- Jean Baptiste Bouchotte (1754-1840), ministro della guerra dal 1793 al 1794;
- Joseph Charles Daga (1825-1885), medico militare e filantropo;
- Victor Françoise Desvignes (1805-1853), compositore e fondatore della scuola di musica di Metz;
- Gilbert Dufour (1769-1842), sindaco di Metz;
- Nicolas Francin (1735-1802), vescovo di Metz;
- Auguste Hussenot (1799-1885), pittore membro della Scuola di Metz e direttore del Museo de la Cour d'Or;
- Nicolas Jung (1852-1924), sindaco di Metz;
- Maurice Maguin (1890-1916), tenente dell'esercito francese perito nel corso della prima guerra mondiale e decorato con la Croix de guerre;
- Félix Maréchal (1798-1871), medico, sindaco di Metz e presidente del Consiglio generale della Mosella;
- Pierre Michel (1943-1981), magistrato vittima della criminalità organizzata;
- André Muel (1816-1886), architetto;
- Henri-Joseph Paixhans (1783-1854), generale e deputato della Mosella;
- Charles Augustin Pioche (1762-1839), scultore;
- Gabriel August Prost (1817-1896), storico esperto della storia di Metz e membro dell'Accademia nazionale di Metz;
- Antoine Alexandre Rousseaux (1756-1827), generale della rivoluzione e del Primo Impero francese;
- Antoine Sauvage (1809-1890), organaro;
- Paul Vautrin (1876-1938), sindaco di Metz.

## Monumenti
Il cimitero dell'Est ospita vari memoriali:
- Monumento ai caduti francesi nella Guerra franco-prussiana del 1870-1871: inizialmente dedicato al tenente Vever, morto durante la guerra di Crimea, in seguito la famiglia lo cedette al comune di Metz per seppellirvi i soldati francesi caduti a Metz durante il conflitto contro la Prussia;[7]
- Monumento alla memoria dei Malgré-nous: monumento dedicato agli alsaziani e ai mosellani arruolati forzatamente nell'esercito tedesco durante la seconda guerra mondiale;[6]
- Monumento agli eroi della liberazione di Metz: monumento dedicato ai soldati periti per liberare la città nel 1944;[6]
- Monumento commemorativo dei francesi d'oltremare: monumento dedicato ai francesi d'oltremare di ogni confessione morti per la Francia;[6]
- Stele commemorativa per i soldati canadesi in servizio a Metz per conto della NATO e per i loro familiari lì deceduti.[1]